# Швегуз-Тан
Швегу́з-Тан (фр. Schweighouse-Thann) — коммуна на северо-востоке Франции в регионе Гранд-Эст (бывший Эльзас — Шампань — Арденны — Лотарингия), департамент Верхний Рейн, округ Тан — Гебвиллер, кантон Серне. До марта 2015 года коммуна в составе кантона Серне административно входила в округ Тан.
Площадь коммуны — 10,78 км², население — 720 человек (2006) с тенденцией к росту: 725 человек (2012), плотность населения — 67,3 чел/км².

## Население
Численность населения коммуны в 2011 году составляла 716 человек, а в 2012 году — 725 человек.
| 1962 | 1968 | 1975 | 1982 | 1990 | 1999 | 2005 | 2006 | 2008 | 2010 | 2011 | 2012 |
| ---- | ---- | ---- | ---- | ---- | ---- | ---- | ---- | ---- | ---- | ---- | ---- |
| 457  | 509  | 601  | 601  | 658  | 683  | 720  | 720  | 720  | 712  | 716  | 725  |

Динамика населения:

## Экономика
В 2010 году из 482 человек трудоспособного возраста (от 15 до 64 лет) 353 были экономически активными, 129 — неактивными (показатель активности 73,2 %, в 1999 году — 69,6 %). Из 353 активных трудоспособных жителей работали 328 человек (170 мужчин и 158 женщин), 25 числились безработными (10 мужчин и 15 женщин). Среди 129 трудоспособных неактивных граждан 44 были учениками либо студентами, 53 — пенсионерами, а ещё 32 — были неактивны в силу других причин.
На протяжении 2011 года в коммуне числилось 284 облагаемых налогом домохозяйства, в которых проживало 703 человека. При этом медиана доходов составила 22879 евро на одного налогоплательщика.

## Достопримечательности (фотогалерея)

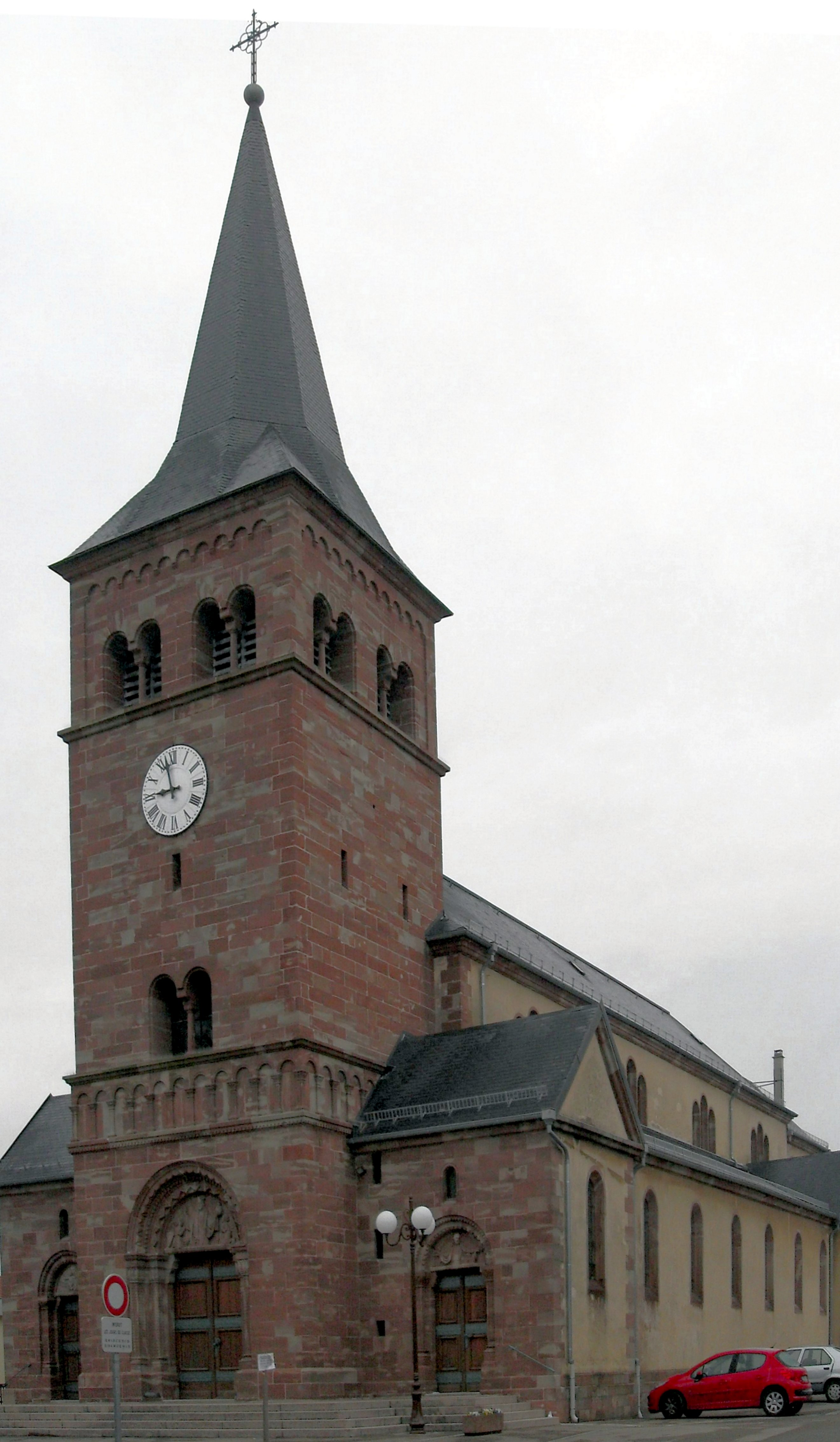
Церковь
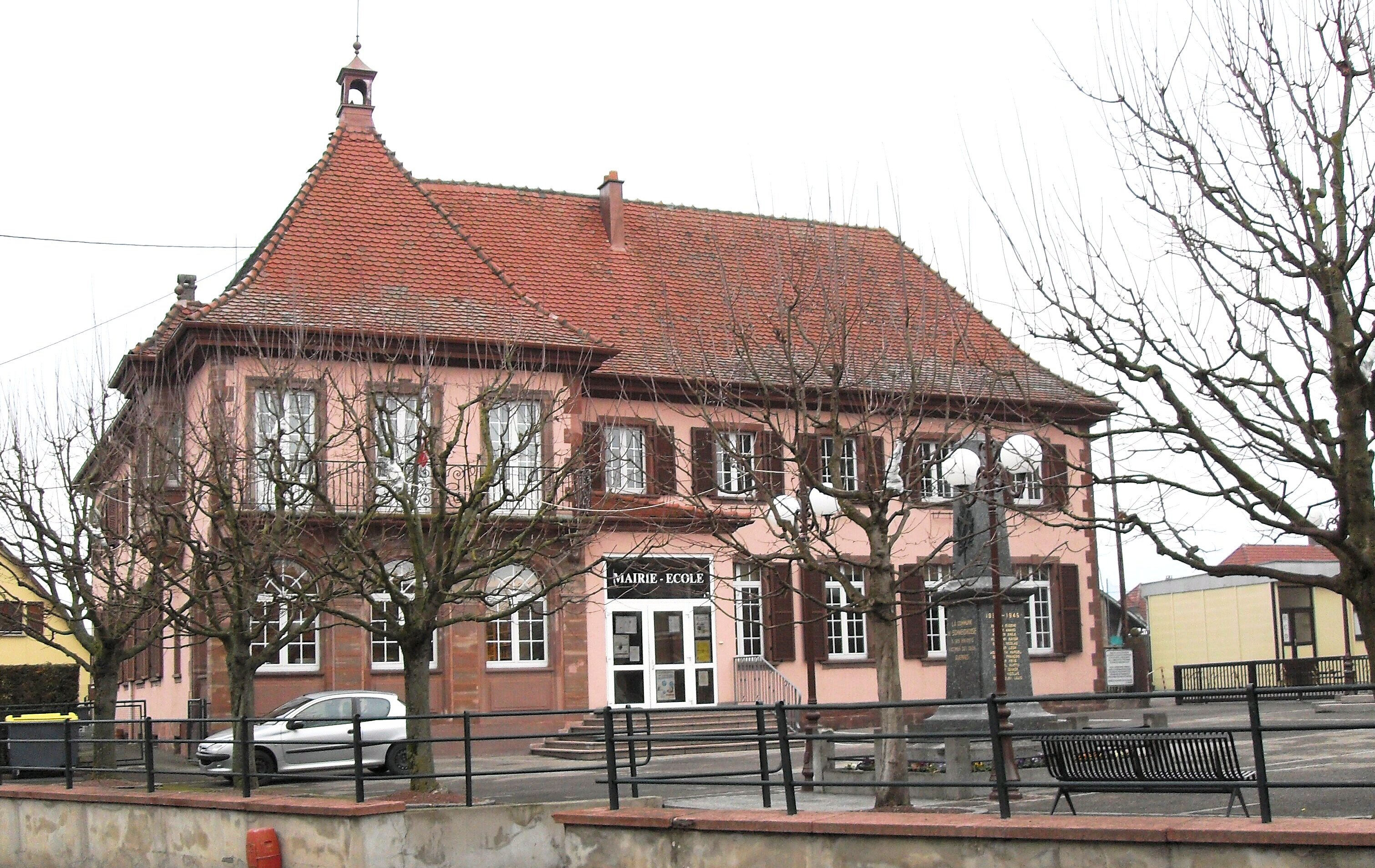
Здание мэрии-школы